# Budu Ziwziwadze
Budu Ziwziwadze (gruz. ბუდუ ზივზივაძე, ur. 10 marca 1994 w Kutaisi) – gruziński piłkarz grający na pozycji napastnika. Od 2023 roku występujący w niemieckim klubie Karlsruher SC. Jest także reprezentantem Gruzji.

## Reprezentacja
W seniorskiej reprezentacji Gruzji zadebiutował 23 stycznia 2017 roku w zremisowanym 2:2 towarzyskim spotkaniu z Uzbekistanem, które rozegrał w pełnym wymiarze czasowym.

## Odznaczenia
- Order Honoru – 2024[3][4][5][6]